# Gongrocnemis pulchra
Gongrocnemis pulchra är en insektsart som beskrevs av Max Beier 1962. Gongrocnemis pulchra ingår i släktet Gongrocnemis och familjen vårtbitare. Inga underarter finns listade i Catalogue of Life.